# Теппер-Мадовер, Ариэль
Ариэ́ль Те́ппер-Мадо́вер (англ. Arielle Tepper Madover; 1972, Нью-Йорк, Нью-Йорк, США) — американский театральный менеджер и продюсер, шестикратная лауреатка главной театральной премии «Тони». Основатель сервиса «WhatShouldWeDo?!». Она также является председателем Совета общественного театра в Нью-Йорке.

## Ранняя жизнь
Ариэль Теппер родилась и выросла на Верхнем Ист-Сайде Манхэттена. С трёх лет она училась в школе Далтона в Нью-Йорке, проводя большую часть своего лета в Ист-Хамптоне. Мать Ариэль, Сьюзан Л. Теппер, была плодовитым художником, а её отец — торговцем сырьевыми товарами.
Её бабушка и дедушка, Филип Джей Левин и Дженис Х. Левин, были филантропами и коллекционерами произведений искусства. В возрасте восьми лет Ариэль увидела её первое шоу на Бродвее, «Энни», которое она позже спродюсировала.
После окончания средней школы, она поступила в Сиракузский университет на специальность «Дизайн и технический театр» .

## Карьера
В 1998 году, окончив Сиракузский университет, основала «Arielle Tepper Madover Productions», театральную продюсерскую компанию, которая занимается разработкой и производством пьес и мюзиклов на Бродвее и за его пределами. Её первой постановкой был «Freak» Джона Легуизамо, полуавтобиографическая игра с одним человеком, которая длилась полгода в театре «Корт» в Нью-Йорке.
В числе шоу, продюсером которых стала Ариэль, числятся «Гений» и многие другие известные бродвейские и внебродвейские шоу, в том числе: «Liaisons Dangereuses», «Человек-слон» в главной роли с Брэдли Купером, «Калека с острова Инишмаан» в главной роли с Дэниелом Рэдклиффом, номинированный на «Тони» «Lucky Guy» с Томом Хэнксом в главной роли, «Я съем Вас последним: беседа со Сью Мэндс» с Бетт Мидлер в главной роли, номинированная на «Тони» «Энни», «Гамлет» (в главной роли Джуд Лоу), «Фрост против Никсона», «Спамалот» и «Изюм на Солнце».
В 2016 году Ариэль сделала небольшой шаг назад от своей производственной компании, чтобы запустить своё новое предприятие, «WhatShouldWeDo?!».

## Личная жизнь
С 4 февраля 2006 года Ариэль замужем за Иэном Мадовером. У супругов есть двое детей — сын Джона Мадовер (род. 2007) и дочь Саша Мадовер (род. в октябре 2009). Также у неё есть падчерица — Изабель Мадовер (род. 2002).